# Rodrigo Villalba
Rodrigo Javier Villalba Benítez (Villarrica, Paraguay, 2 de marzo de 2006) es un futbolista paraguayo que juega de extremo en el Club Libertad de la Primera División de Paraguay.

## Trayectoria

### Inicios
Nació en Villarrica, Paraguay. Inició su formación deportiva en el fútbol sala a los 7 años de edad, logrando consagrarse campeón mundial en esta disciplina a los 13 años. Posteriormente, se incorporó al fútbol a los 9 años y, tras una evaluación exhaustiva, fue seleccionado por el Club Libertad, donde se integró a las divisiones inferiores.

### Carrera profesional
Villalba debutó profesionalmente en el Guaireña Fútbol Club, equipo en el que fue cedido, haciendo su estreno a los 16 años. Tras su regreso al Club Libertad, efectuó su primer partido con el equipo principal el 10 de junio de 2023, en un encuentro correspondiente a la Primera División de Paraguay frente al Club Sportivo Ameliano, en el que fue titular y el resultado final fue un empate (1-1).
Villalba anotó su primer gol como profesional el 18 de febrero de 2024, en un partido del campeonato nacional ante Sol de América, en el que fue titular y se destacó al marcar el gol del empate de su equipo, que posteriormente logró una victoria por 2-1.
En 2024, Villalba se consolidó como un jugador regular en el equipo.

## Selección nacional

### Sub-17
Ha sido internacional con la selección paraguaya sub-17 en el Campeonato Sudamericano que tuvo lugar en Ecuador. En ese torneo, Villalba fue el capitán, máximo goleador de su equipo y uno de los goleadores del torneo. Jugó en total 7 partidos y anotó 4 goles, siendo una figura clave.
| Torneo                                 | Sede    | Resultado    | Partidos | Goles |
| -------------------------------------- | ------- | ------------ | -------- | ----- |
| Campeonato Sudamericano Sub-17 de 2023 | Ecuador | Quinto lugar | 7        | 4     |